# Chen Jue
Chen Jue (chinesisch 陈珏; * 23. März 1988 in Suzhou) ist eine ehemalige chinesische Leichtathletin, die sich auf den Sprint spezialisiert hat.

## Sportliche Laufbahn
Erste Erfahrungen bei internationalen Meisterschaften sammelte Chen Jue im Jahr 2006, als sie bei den Juniorenasienmeisterschaften in Macau in 24,19 s die Goldmedaille im 200-Meter-Lauf gewann und auch mit der chinesischen 4-mal-100-Meter-Staffel in 44,95 s die Goldmedaille gewann. Anschließend schied sie bei den Juniorenweltmeisterschaften in Peking mit 23,94 s im Halbfinale über 200 Meter aus und belegte mit der Staffel in 45,07 s den achten Platz. Im Dezember nahm sie an den Asienspielen in Doha teil und gelangte dort mit 24,17 s auf dem siebten Platz über 200 Meter und siegte in 44,33 s gemeinsam mit Wang Jing, Han Ling und Qin Wangping in der 4-mal-100-Meter-Staffel. Im Jahr darauf startete sie mit der Staffel bei den Weltmeisterschaften in Osaka und verpasste dort mit 43,39 s den Finaleinzug. 2009 klassierte sie sich bei den Asienmeisterschaften in Guangzhou mit 11,78 s auf dem sechsten Platz im 100-Meter-Lauf und wurde mit der Staffel disqualifiziert. Daraufhin beendete sie ihre aktive sportliche Karriere im Alter von 21 Jahren.

## Persönliche Bestzeiten
- 100 Meter: 11,50 s (+1,2 m/s), 29. Oktober 2007 in Wuhan
  - 60 Meter (Halle): 7,47 s, 16. März 2007 in Shanghai
- 200 Meter: 23,45 s (−0,6 m/s), 25. Oktober 2009 in Jinan
  - 200 Meter (Halle): 24,35 s, 16. März 2007 in Shanghai